# 首藤堯
首藤 堯（しゅどう たかし、1923年2月1日 - 2012年10月10日）は、日本の官僚。自治事務次官、公営企業金融公庫総裁、地域総合整備財団理事長。大分県出身。従三位勲一等瑞宝章。長男は脚本家の首藤剛志。

## 来歴
大分県大分市に生まれ、海軍予備生として石垣島で終戦を迎える。旧制福岡高校を経て、1946年を九州大学法学部卒業。福岡県の地元の新聞社で一年務めた後、1947年に内務省入省。福岡県に配属される。福岡県人事課長、北海道財政課長、奈良県総務部長などの地方出向を経たのち、自治省で財政局調査課長、財政局財政再建課長、大臣官房文書広報課長、財政局地方債課長、財政局財政課長、大臣官房参事官を務めた。1971年には福岡県に副知事として出向し、翌1973年には自治省税務局長に就任。自治省財政局長を経て1977年に自治事務次官となり、1978年まで務めた。退官後は地方債協会理事長や自治情報センター理事長、公営企業金融公庫総裁、地域総合整備財団理事長などを務める。1996年の叙勲で勲一等瑞宝章受章。

## 人物
自治省では財政畑を歩み、東京大学法学部出身者が自治事務次官を務めてきた中、初めて東大出身者以外の事務次官となる（なお、2001年の中央省庁再編により自治省が廃止されるまで東大出身者以外で自治事務次官に就いたのは首藤のみ）。1987年に行われる福岡県知事選挙に関し、「国とのパイプを作る」ために、当時の中曽根康弘首相が自民党の知事候補者として首藤に対して出馬を要請した。首藤は当時就いていた公営企業金融公庫総裁の職を辞して知事選への出馬を表明したものの、病気のため途中で辞退することとなった。

## 著書
- 『地方財政の実態 (銀行叢書 ; 142)』（全国地方銀行協会、1968年）
- 『地方財政の知識 (日経文庫)』（日本経済新聞社、1969年）